# Gaston-Inseln
Die Gaston-Inseln sind zwei Inseln vor der Danco-Küste des Grahamlands auf der Antarktischen Halbinsel. Sie liegen 1,5 km nordwestlich der Spitze der Reclus-Halbinsel.
Teilnehmer der Belgica-Expedition (1897–1899) unter der Leitung des belgischen Polarforschers Adrien de Gerlache de Gomery kartierten sie, als sie am 28. Januar 1898 auf einer der beiden Inseln anlandeten. De Gerlache benannte diese als Îlot Gaston nach seinem Bruder Gaston de Gerlache de Gomery (1867–1915). Das UK Antarctic Place-Names Committee entschied 1960, die Benennung auf beide Inseln auszudehnen.